# Landskapsdjur
Varje landskap har ett antal landskapssymboler som skall vara speciella för just den delen av Sverige.
Landskapsdjur röstades fram av en jury med WWF:s generalsekreterare som ordförande och H. M. Konungen som hedersledamot efter en omröstning i tidningen ICA-kuriren hösten 1987. De offentliggjordes på en presskonferens i konserthuset 8 februari 1988. Juryn gick främst in som skiljedomare i vissa fall. Älgen röstades fram som landskapsdjur i flera landskap. Björnen vann i både Dalarna och Härjedalen. Även laxen röstades fram som landskapsdjur i både Ångermanland och Halland. I några fall sammanfaller de med respektive landskapsfågel och landskapsfisk. 
| Landskap      | Landskapsdjur | Bild |
| ------------- | ------------- | ---- |
| Blekinge      | Ekoxe         |      |
| Bohuslän      | Knubbsäl      |      |
| Dalarna       | Berguv        |      |
| Dalsland      | Korp          |      |
| Gotland       | Igelkott      |      |
| Gästrikland   | Tjäder        |      |
| Halland       | Lax           |      |
| Hälsingland   | Lodjur        |      |
| Härjedalen    | Brunbjörn     |      |
| Jämtland      | Älg           |      |
| Lappland      | Fjällräv      |      |
| Medelpad      | Skogshare     |      |
| Norrbotten    | Lavskrika     |      |
| Närke         | Hasselmus     |      |
| Skåne         | Kronhjort     |      |
| Småland       | Utter         |      |
| Södermanland  | Fiskgjuse     |      |
| Uppland       | Havsörn       |      |
| Värmland      | Varg          |      |
| Västerbotten  | Storspov      |      |
| Västergötland | Trana         |      |
| Västmanland   | Rådjur        |      |
| Ångermanland  | Bäver         |      |
| Öland         | Näktergal     |      |
| Östergötland  | Knölsvan      |      |